# Gerhard Koß
Gerhard Paul Koß, Gerhard Koss (ur. 21 grudnia 1909 w Gdańsku, zm. 30 grudnia 1943 w Sachodnikach na Białorusi) – niemiecki prawnik i działacz samorządowy.

## Życiorys
Był synem Paula, kupca, m.in. dzierżawcy sopockiego Hotelu Kasino (od 1928). Ukończył Gimnazjum Realne w Sopocie (Realgymnasium Zoppot), studiował prawo. W 1936 uzyskał tytuł asesora sądowego, wstąpił do NSDAP i SA. W 1933 powierzono mu funkcję zastępcy szefa NSDAP w Sopocie, w 1936 burmistrza – zastępcy nadburmistrza Sopotu, a w 1941 pełnienie obowiązków nadburmistrza. Jest współodpowiedzialny za przygotowywanie i realizację list proskrypcyjnych i akcję nocy kryształowej w Sopocie (1938). W rok później – w 1942 – otrzymał powołanie do wojska i skierowanie na front wschodni, gdzie zginął w 1943.